# Funky Divas
Funky Divas је други студијски албум америчке музичке групе En Vogue, издат 28. марта 1992.